# Мидзута, Васаби
Васаби Мидзута (яп. 水田わさび Мидзута Васаби, род. 4 августа, 1974, Аояма (ныне входит в состав города Ига), Миэ) — японская сэйю. В 2010 году на церемонии «Seiyu Awards» была награждена как лучшая сэйю по мнению детей. Замужем, имеет двух дочерей.

## Биография
До перехода в третий класс средней школы Васаби не смотрела много аниме. Однако она увлеклась Dragon Ball, транслирующимся по телевизору, как раз когда Васаби возвращалась домой и ела. Друзья показали ей фото Масако Нодзавы, озвучивающей персонажа Dragon Ball Гоку. Так Мидзута узнала, что, хотя Гоку — парень, его сэйю — девушка. Благодаря этому открытию Васаби увлеклась профессией сэйю. В старшей школе она актриса решила перебраться в Токио, чтобы обучаться на сэйю. Первоначально родители были против этой затеи. Однако за девушкой обещал приглядывать живущий в Иокогаме дядя, что решило конфликт. В Токио девушка вступила в одну театральную труппу с Кэнъити Огатой и Китоном Ямадой. Во время работы в театре ей была предложена ее первая роль в озвучивании.

## Роли в аниме
1997 год
- «Вечная семейка» (Майкл);

1998 год
- «Кибер-команда Акихабары» [ТВ] (Билликэн);
- Super Doll Licca-chan (Томонори Мититани);
- Takoyaki Mantman (Зелёный);

1999 год
- Arc the Lad (Поко);
- Super Doll Licca-chan: Licca-chan Zettai Zetsumei! Doll Knights no Kiseki (Томонори Мититани);

2000 год
- Hero Hero-kun (Паб Паб);
- Yami no Matsuei (Гусёсин-младший);

2001 год
- «Бейблэйд» [ТВ-1] (Борис);

2004 год
- Otogi Zoushi (Кинтаро);
- Wagamama Fairy Mirumo de Pon! Wonderful (Такос);

2005 год
- Kotencotenco (Нэкомури);
- «Дораэмон-2005» (Дораэмон);

2006 год
- Buso Renkin (Ангел Годзэн);
- «Боевая Красавица Улун: Возрождение» (Мэгуми Яги);
- «Новый Дораэмон-2006» (фильм первый) (Дораэмон);

2007 год
- «Новый Дораэмон-2007» (фильм второй) (Дораэмон);

2008 год
- Kaiba (Хё-Хё);
- «Новый Дораэмон-2008» (фильм третий) (Дораэмон);

2009 год
- «Новый Дораэмон-2009» (фильм четвёртый) (Дораэмон);

2010 год
- Pocket Monsters: Best Wishes (Покабу);